# Карпиловка
Карпи́ловка (рос. Карпиловка) — село (в минулому селище) у складі Табунського району Алтайського краю, Росія. Входить до складу Большеромановської сільської ради.

## Населення
Населення — 33 особи (2010; 103 у 2002).
Національний склад (станом на 2002 рік):
- росіяни — 53 %